# Фламандська мова
Фламандська мова (нід. Vlaams) — розмовна (неофіційна) назва нідерландської мови (нід. Nederlands) Бельгії. В офіційному вжитку Бельгії та ЄС (законодавчих актах і навчальних закладах) ця назва не використовується.
Розрізняють чотири основні діалекти нідерландської, поширені в Бельгії: брабантський, східнофламандський, західнофламандський та лімбурзький. Усі ці говірки можна почути й у Нідерландах.
Лінгвістично терміну «(західно)фламандська мова» вживають на позначення мікромови колишнього Фландрського графства (відповідає сучасним територіям бельгійських провінцій Західна й Східна Фландрія, а також Французька Фландрія у Франції та Зеландська Фландрія у Нідерландах.

## Назва
Термін «фламандська» став неоднозначним і сьогодні використовується щонайменше у п'яти різних значеннях, залежно від контексту:
- Позначення голландської мови, якою пишуть і говорять у Фландрії, включаючи стандартну голландську мову, нестандартизовані діалекти, а також проміжні форми між місцевими говорами та стандартом. Деякі лінгвісти уникають використання терміна «фламандська» в цьому сенсі, віддаючи перевагу термінам «бельгійсько-голландська» або «південно-голландська».

- Синонім так званої «проміжної мови» (Tussentaal), що поширена у Фландрії.

- Позначення нестандартизованих діалектів і регіолектів Фландрії.

- Позначення діалектів, поширених на території колишнього графства Фландрія, зокрема в провінціях Західна та Східна Фландрія, Зеландська Фландрія та Французька Фландрія.

- Позначення винятково західнофламандських діалектів, поширених у провінції Західна Фландрія, Зеландській Фландрії та Французькій Фландрії.

## Класифікація
Glottolog класифікує західнофламандську як окрему мову, яка входить до південно-західної підгрупи голландської разом із зеландською. До західнофламандської Glottolog зараховує французькофламандський і західнофламандський діалекти. Водночас брабантські та східнофламандські вважаються діалектами голландської мови, які належать до центрально-південного голландського діалектного угруповання. Ethnologue також виділяє лімбурзьку та західнофламандську як окремі регіональні мови.

## Характеристики
Голландська є основною мовою на півночі Бельгії і використовується трьома п'ятими населення країни у письмовій формі. Це одна з трьох державних мов Бельгії (разом із французькою та німецькою) і єдина офіційна мова Фламандського регіону.
Голландські діалекти в Бельгії мають певні лексичні та граматичні особливості, які відрізняють їх від стандартної мови. Базові слова можуть мати зовсім інше значення або контекст, подібно до різниць між британською та північноамериканською англійською. Вимова стандартної мови у Бельгії також зазнає впливу місцевих діалектів.
Усі голландські діалекти, поширені в Бельгії, мають продовження в суміжних регіонах Нідерландів. Східнофламандський діалект утворює безперервність із брабантським і західнофламандським.

## Tussentaal
Це надрегіональна напівстандартизована розмовна форма голландської мови, яка використовує лексику та фонетичний набір брабантських діалектів. Її називають «проміжною мовою», бо вона займає місце між діалектами та стандартною мовою. Вона включає фонетичні, лексичні та граматичні елементи, що не є частиною стандарту, але походять із місцевих говірок.
Цей феномен відносно новий і набирає популярності в останні десятиліття. Лінгвісти відзначають його часткову стандартизацію або еволюцію у напрямі койне. Tussentaal часто використовується в розважальних телепередачах, хоча рідко з'являється в новинах чи інших інформативних програмах.

## Бельгіцизми
Бельгіцизмами називають слова або вирази, характерні лише для бельгійського варіанту голландської мови. Деякі з них є запозиченнями з французької мови, інші є «пуристськими» словами, наприклад, droogzwierder («центрифуга» для сушіння білизни) або duimspijker («канцелярська кнопка»).

## Етимологія
Англійське слово Flemish вперше зафіксоване приблизно в 1325 році. Воно походить від старофризької та споріднене з давньонижньонімецьким flāmisk. Сучасне голландське слово Vlaams утворилося від германського кореня flauma- («затоплений») із додаванням суфікса.

## Приклад
Переклад «Заповіту» Тараса Шевченка від нідерландськомовного бельгійця (переклав Г. Схамелгавт)
| TESTAMENT Wanneer ik sterf, legt mij in een graf Ergens in de steppen van het zozeer geliefd Oekrajina, waar men de uitgestrekte velden Ziet en den Dnjepr en hem hoort bruisen. Als hij het bloed der vijanden van Oekrajina Naar de blauwe zee zal voeren, dan Eerst zal ik deze heuvels en deze velden verlaten En God gaan bidden. Tot die stonde Ken ik God niet. Legt mij onder de aarde en rijst op, Breekt uwe boeien! En besproeit de vrijheid Met's vijands bloed. En in het groote huisgezin, In het vrije en nieuwe huisgezin vergeet mij niet En zegt mij een goed, zacht woord. |